# День сміху

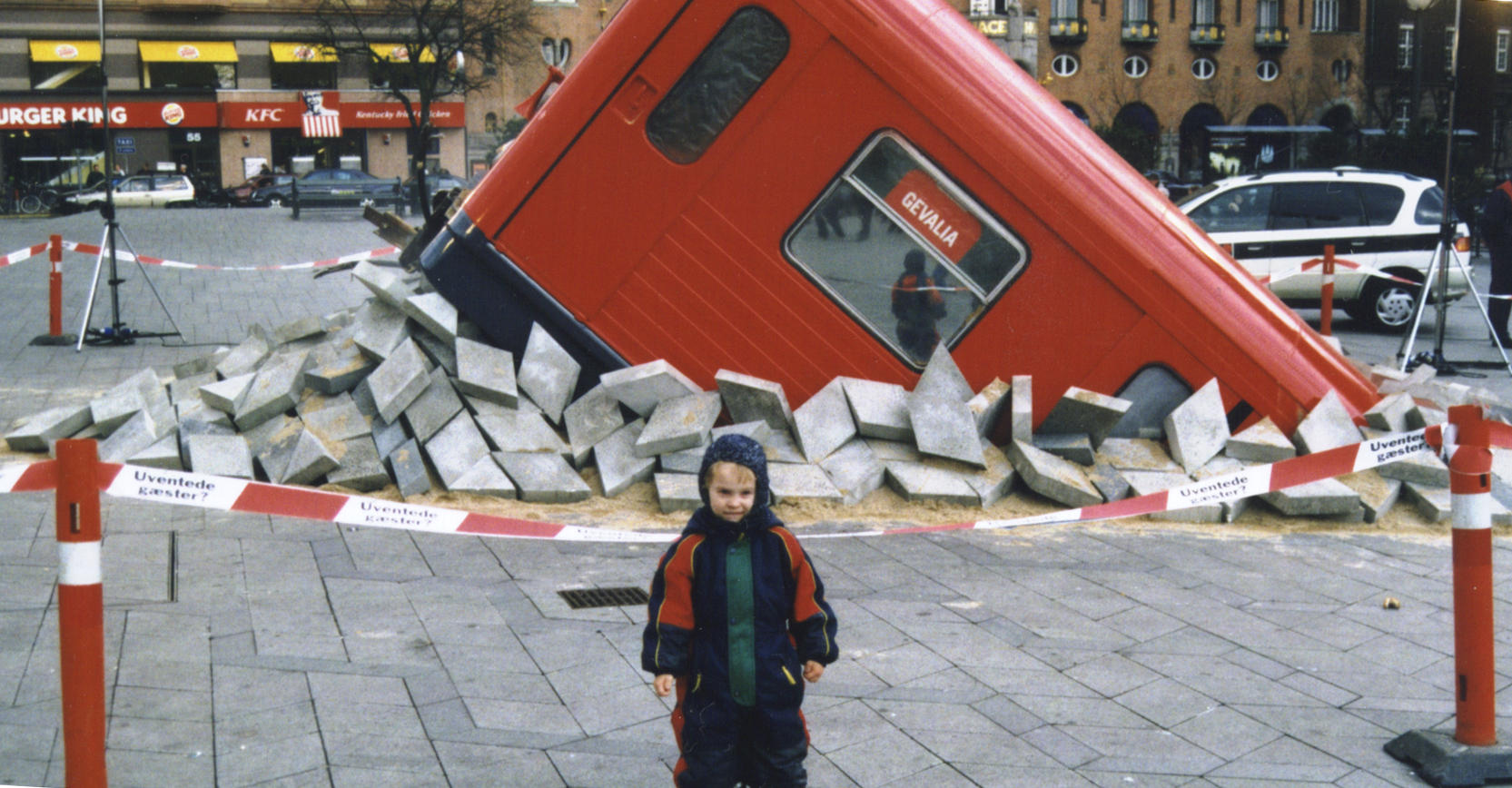
Першоквітневий жарт з вагоном Копенгагенського метро. 2001 рік.

День сміху (День усіх дурнів) відзначається 1 квітня.

## Походження свята
Є версія, що спочатку 1 квітня святкувалося в Індії та Стародавньому Римі як день весняного рівнодення, з нагоди якого влаштовували гуляння з жартами і витівками — цим люди намагалися задобрити весняні капризи природи жартами і розіграшами .
На думку деяких дослідників, традиція жартувати 1 квітня походить ще від античного фестивалю Деметрія[джерело не вказане 4800 днів], який відбувався на початку квітня, і в основі якого лежала легенда про викрадення богом підземного світу Аїдом доньки богині Деметри — Прозерпіни. Пошуки доньки ні до чого не призвели — адже її крики були лише оманливим відлунням.
Ще одна гіпотеза пов'язує святкування Дня сміху з весняним рівноденням за Григоріанським календарем[джерело не вказане 4800 днів].
Є також версія про походження традиції з подій, що описані в віршах з одинадцятого по п'ятнадцятий глави двадцять восьмої Євангелія від Матфея. За цією версією, у день, що відповідає сучасному 1 квітня, відбулося Воскресіння Христове, а римська варта могили, поширивши неправдиві відомості про те, що тіло ніби-то вкрадене учнями Христа, стала зачинателем звичаю поширення неправдивої інформації (розіграшу) в цей день.

## Відзначення свята за кордоном
Цей день не внесено ні в які календарі знаменних дат і всенародних свят, але його цілком можна віднести до міжнародних, оскільки він з однаковим успіхом відзначається і в Німеччині, і в Англії, і у Франції, і в Скандинавії, і навіть на Сході. В одних країнах 1 квітня називають Днем сміху, в інших — Днем дурня. У цей день кожен хоче пожартувати над кимсь, тож ніхто не застрахований від розіграшів і навіть найсерйозніші люди мимоволі посміхаються.
Важко визначити, звідкіля пішло це свято. Звичай веселитися, жартувати й обманювати один одного саме 1 квітня існує в дуже багатьох країнах. За однією версією, звичай жартувати 1 квітня, пов'язаний із перенесенням дати святкування нового року[джерело не вказане 4800 днів]. Так, до другої половини XVI століття, європейський новий рік починався наприкінці березня. До цієї події готувалися, ходили один до одного в гості, дарували подарунки. Сама зустріч Нового року відбувалася 1 квітня. Пізніше, за наказом французького короля, початок року офіційно стали відзначати 1 січня, але багато підданих продовжували святкувати 1 квітня. Щоб позбутися старих традицій, їх стали називати «першоквітневими дурнями», стало модним їх розігрувати і висміювати. Пройшли роки, а традиція зустрічати перший день квітня жартами залишилася. Головне — щоб жарти були добрими і покращували настрій. Однак минули роки, перш ніж нововведення перемогло багатовікову звичку. Чимало людей через незнання чи консервативні погляди продовжували обмінюватися привітаннями та подарунками в останній день колись новорічних свят — 1 квітня. Інші ж тішилися над ними й називали «квітневими дурнями» або «першоквітневими рибами», бо вони легше за все ловляться на гачок. Досі французькі кондитери виставляють цього дня величезних шоколадних риб, а дітлахи намагаються прикріпити до спин товаришів паперових рибок. У Франції власне свято також називається Poisson d'Avril («квітнева риба»). 
Хоча про виникнення першоквітневої традиції й існує чимало різних гіпотез, але багато хто вважає, що її корені сягають у середньовічну європейську «балаганну» культуру. По суті — це один із найстійкіших елементів язичництва, що осіли в християнській свідомості.
Одразу ж після весняного рівнодення давні римляни відмічали свято на честь божества сміху (Risus). Свято це поєднувалося з різними жартівливими обманюваннями. Римський письменник Апулей писав з цього приводу: «Забави ці, які ми щороку влаштовуємо на честь Сміху, завжди мають які-небудь вигадки. Ми єдині з усіх народів, що вмилостивляє забавами, веселощами та жартами божество, яке називається Сміхом».
Ісландські саги також розповідають, що звичай обманювати 1 квітня існує з дуже давніх часів та введений самими асами (богами). Цей звичай поширений у Данії, Швеції, Норвегії та в багатьох інших країнах.
У давніх індійців у квітні, першому місяці їхнього року, відзначався день народження богині Сіти. На цьому святі влаштовувалися і сценічні вистави, у яких індійці жартома обманювали одне одного, намагаючись таким чином привернути до себе богиню.
Перша письмова згадка про 1 квітня як конкретний День усіх дурнів знайдено в англійській літературі й датується XVII сторіччям.
Щоправда, стверджують, що у Франції він існував із 1564 року, коли там було введено новий календар, що переніс Новий рік із 25 березня на 1 січня.
У Англії та британських колоніях Григоріанський календар увели 1572 року, а в Шотландії — 1600. Результат виявився той же, що й у Франції. Тільки тут свято назвали All Fools' Day, тобто Днем усіх дурнів. Незабаром колоністи експортували цю традицію до Північної Америки та Австралії.
Найпопулярнішими жартами американських школярів залишається кинутий на дорогу прив'язаний гаманець чи аркуш паперу, що чіпляється позаду з написом «Чекаю стусана». Не відстають від своїх дітей і дорослі. Мати може подати на стіл шоколадні тістечка, всередині яких суцільна вата чи торт, заповнений ганчір'ям. Ще один розіграш популярний у містах, де є зоопарки. Один співробітник мимохідь кидає іншому: «Тобі телефонувала міс Фокс або містер Леон (що означає лисиця або лев), і просили перетелефонувати їм за номером…». Далі дається телефон відділу звіринцю, де перебувають лисиці чи царі звірів. Довірливий співробітник дзвонить і просить служителя покликати міс Фокс. Працівник зоопарку, думаючи, що над ним жартують, намагається відповісти якомога дотепніше, чим викликає обурення того, хто телефонує. Такий діалог може тривати досить довго, доки обидві сторони не усвідомлять, яка сьогодні дата.
День сміху святкується зараз у всьому світі, але ніде не є вихідним. У США його називають «святом серця, а не держави». До речі, професор Стенлі Теп із інституту здоров'я в Окхерсті (Каліфорнія), стверджує: «30 хвилин сміху на день дозволяють пацієнтові, котрий переніс інфаркт міокарду, уникнути повторного нападу в найнебезпечніший період — перші півроку після нападу, — і потім жити повноцінним життям. Здоровим же людям ця кількість сміху подовжує життя на роки, іноді на десятиріччя».
У німців здавна існує звичай посилати кого-небудь, найчастіше дитину, за тим, чого не можна принести. Цей жарт називається in den Aprill schicken — «посилати кого-небудь у квітень» (обманювати), а той, кого обманюють, одержав назву Aprilnarr (переклад той же, що й з англійської). Існує думка, що цей жарт в англійців та німців з'явився як наслідування одному з епізодів Святого Письма, сценічне зображення якого існувало у середньовіччі. Зокрема, навесні, напередодні Великодня, зображували, як водили Ісуса Христа від Каяфи до Пілата, а від Пілата — до Ірода. Це дало підставу для виникнення німецької приповідки: Jemanden vom Pilatus zum Herodes schicken — тобто «посилати кого-небудь даремно».
У чехів і словаків теж існує вираз: Poslati koho z Aprilem. Цей же звичай відомий також у Польщі та Литві під назвою Primaprilis. Є підстави вважати, що прийшов цей звичай до Європи від римлян разом з самою назвою місяця — «апріль» і що він був частиною якогось таємничого язичницького звичаю під час святкування.

## 1 квітня в Україні
Як припускають науковці, до нас це свято прийшло з Німеччини, імовірно, на початку XVIII ст. Його називали ще брехливим днем або Марією-брехухою — одним із народних прізвиськ Марії Єгипетської — святої VI ст., день вшанування якої за старим стилем збігається з 1 квітня. Того дня дівчата дурили людей, аби верховодити майбутнім чоловіком.
Для цього дня маємо приповідку: «Першого квітня — брехня всесвітня!».

## Привітання
- З 1 квітня: красиві листівки, вірші та привітання до Дня сміху// УНІАН, автор - Катерина Пікуліна, Процитовано 1 квітня 2023 року
- День сміху або День дурня 2023: смішні картинки-привітання для друзів і рідних// 24 ТК, автор -Марія Касій, Процитовано 1 квітня 2023 року